# Aliiolani Hale
Erro Lua em Módulo:Coordenadas na linha 622: bad argument #1 to 'abs' (number expected, got nil).

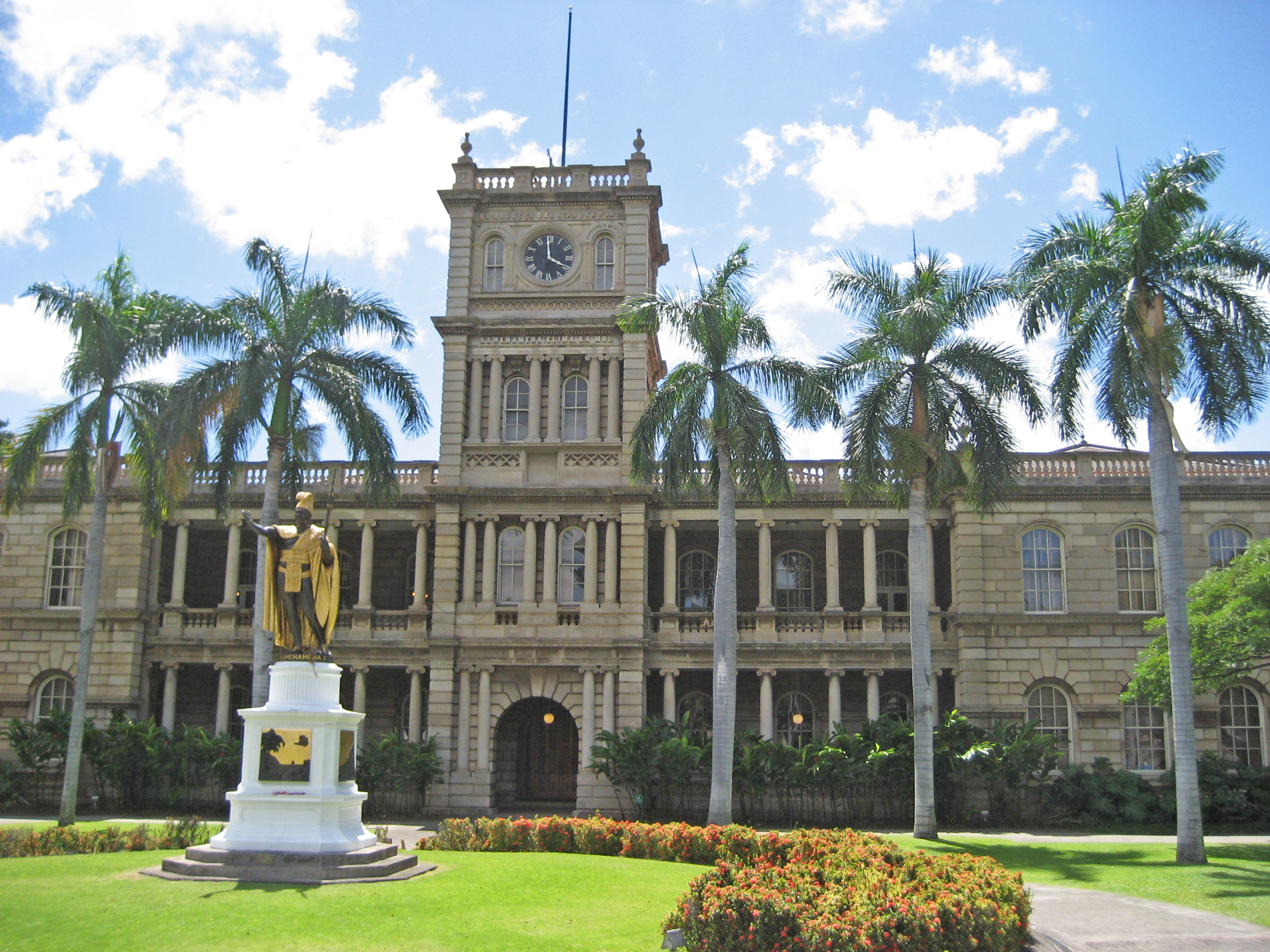
Fachada do Aliiolani Hale, actual sede do Supremo Tribunal do Havai, com a estátua de Kamehameha, o Grande.

O Aliʻiōlani Hale é um palácio havaiano localizado na baixa de Honolulu. Actualmente, é usado como sede do Supremo Tribunal Estadual do Havai. É a antiga sede governativa do Reino do Havai e da República do Havai.
Localizada no pátio do edifício, está a famosa estátua folheada a ouro de Kamehameha.

## Construção e período monárquico
O Aliiolani Hale foi desenhado originalmente num estilo renascença revivalista como palácio real para o Rei Kamehameha V. Na língua havaiana, Aliʻiōlani Hale significa "Casa do Rei Celestial; o nome "Aliʻiōlani" também foi um dos nomes dados a Kamehameha V.
Apesar do edifício ter sido desenhado para ser um palácio real, Kamehameha V percebeu que o governo havaiano necessitava desesperadamente dum edifício governamental. Na época, os vários edifícios de Honolulu usados pelo governo eram demasiado pequenos e limitados, claramente inadequados para o cresente governo havaiano. Assim, quando Kamehameha V ordenou a construção do Aliʻiōlani Hale, encomendou-o como edifício do gabinete governamental em vez de palácio residencial.
Kamehameha V colocou a primeira pedra do edifício no dia 9 de Fevereiro de 1872. Aquele monarca faleceu antes da conclusão do edifício, tendo este sido dedicado, em 1874, por um dos seus sucessores, o Rei David Kalākaua. Na época, os media havaianos criticaram o extravagante desenho do edifício, sugerindo que fosse convertido num palácio residencial como estava previsto originalmente.
Até 1893, o palácio acolheu a maior parte dos departamentos executivos do governo havaiano, assim como a assembleia legislativa e os tribunais.

## Queda da monarquia havaiana
Foi do Aliʻiōlani Hale que, em 1893, o Comité de Segurança, sob a liderança de Lorrin A. Thurston, depôs a Rainha Liliʻuokalani por proclamação pública ordenou aos United States Marine Corps que retirasse pela força a rainha reinante. Uma resolução de 1993, passada pelo Congresso e assinada pelo Presidente dos Estados Unidos Bill Clinton, declarou ilegal o uso da força militar americana em 1893.
Depois do estabelecimento do governo provisório havaiano, em 1893, e da República do Havai, em 1894, alguns dos gabinetes instalados no Aliʻiōlani Hale foram transferidos para o Palácio ʻIolani, incluindo a assembleia legislativa havaiana. Consequentemente, o Aliʻiolani Hale tornou-se, principalmente, num edifício judicial.

## O Aliʻiōlani Hale depois de 1900

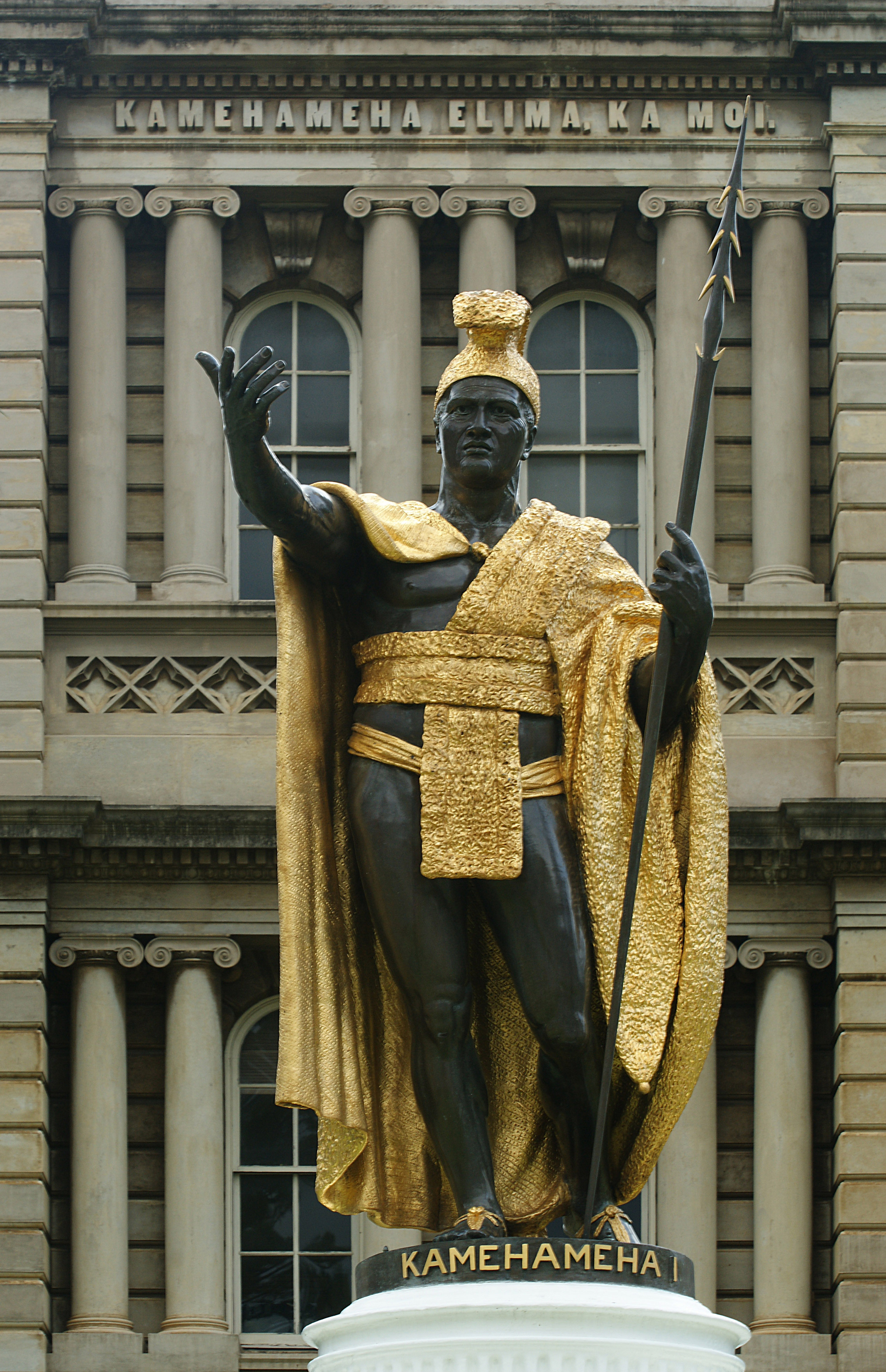
Estátua do Rei Kamehameha I, O Grande frente ao Aliiolani Hale.

O crescimento do governo do Havai continuou a ser um problema para o edifício, especialmente depois do Havai se tornar num território dos Estados Unidos, em 1900. Em 1911, o edifício foi extensamente renovado de forma a ajudar na resolução desses problemas de espaço. Todo o interior foi derrubado e reconstruído, dando-lhe uma distribuição espacial completamente nova. Uma vez que o edifício tinha sido desenhado originalmente para ser um palácio residencial, a sua planta não era adequada para as funções que desempenhou posteriormente como edifício judicial. O novo esquema fixou esse problema. 
O tamanho do governo territorial continuou a crescer. Na década de 1940, foi acrescentada uma nova ala ao edifício para aliviar o problema crescente de superlotação. O arquitecto que desenhou a nova ala tentou integrá-la com o edifício original, que remontava à década de 1870.
Ao longo das décadas seguintes, a maior parte das funções judiciárias estatais mudaram-se do Aliʻiōlani Hale para muitos outros edifícios em volta de Honolulu (incluindo o distrital do estado, família e de círculo). Actualmente, o edifício aloja o Supremo Tribunal Estadual do Havai e é o centro administrativo da poder Judicial Estatal do Havai. Também aloja o Centro da História Judicial, um museu que exibe uma apresentação multimédia da justiça do Havai, uma sala de audiências restaurada e outros elementos relacionados com a história judicial do Havai. O palácio também contém a maior biblioteca de leis do Havai.
Em Dezembro de 2005, a junta militar norte-americana Joint POW/MIA Accounting Command usou equipamento de radar para localizar uma cápsula do tempo enterrada por Kamehameha V no local do edifício em 19 de Fevereiro de 1872. De acordo com os registos da época, a cápsula continha fotos da família real, moedas e selos de correio havaianos, a constituição do Reino do Havai, jornais locais e livros, assim como um dicionário da língua havaiana. No entanto, apesar da descoberta do radar, a cápsula não foi perturbada, em parte porque desenterrá-la iria comprometer a integridade estrutural do edifício.
O Aliʻiōlani Hale é um dos muitos edifícios da baixa de Honolulu classificados na listagem do National Register of Historic Places. Nas proximidades, ao alcance dum passeio a pé, encontram-se a Catedral de Nossa Senhora da Paz, o Hawaii State Capitol, a Biblioteca Estadual do Havai, o Honolulu Hale, o Palácio 'Iolani, a Igreja Kawaiahao, o Territorial Building e o Washington Place.

## Centro da História judiciária
O Centro da História judiciária (Judiciary History Center), localizado no Aliiolani Hale, foca-se na história legal do Havai e em casos de tribunal marcantes. A entrada é gratuita e o público pode visitar a exposição de Segunda a Sexta-feira entre as 9 e as 16 horas. A visita a grupos é disponibilizada sob marcação.

## Curiosidades
- Quando Kamehameha V colocou a primeira pedra, foi enterrada uma cápsula do tempo. Continha sêlos de correio havaianos, 21 moedas locais e estrangeiras, 11 jornais locais diferentes, a Constituição do Reino do Havai, um calendário e livros, como o dicionário da língua havaiana. Também continha fotos da Família Real.
- O imóvel foi construído com quatro relógios na torre, apontando cada um para uma direcção diferente. No entanto, desde há muitas décadas, os relógios não dão a hora correcta, encontrando-se descontrolados em várias horas e em graus diferentes.
- Ao princípio, a sala situada sob os relógios foi usada como estúdio dos distintos artistas contratados pelo governo havaiano.
- Ali'iōlani Hale está construído com blocos de betão, enquanto que a vizinha Igreja de Kawaiaha'o (1836) e os 'Iolani Barracks (1870) são feitos de blocos de coral.